# Parafia Matki Bożej Częstochowskiej w Bęczarce
Parafia Matki Bożej Częstochowskiej w Bęczarce – parafia rzymskokatolicka należąca do dekanatu Sułkowice. Została erygowana w 2008.